# Pietro Capizzi
Pietro Capizzi (Calascibetta, 11 settembre 1880 – Calascibetta, 7 luglio 1961) è stato un arcivescovo cattolico italiano.

## Incarichi ricoperti
Venne eletto vescovo di Campagna il 16 settembre 1932, per poi essere consacrato nella cattedrale di Caltanissetta l'8 gennaio 1933 dal vescovo Giovanni Jacono.
Il 12 agosto 1937 venne nominato vescovo di Caltagirone, prendendo possesso della diocesi il 5 dicembre 1937. Vi rinunciò dopo 23 anni, l'11 novembre 1960, a causa dell'età avanzata. Ha svolto il ruolo di amministratore apostolico della diocesi nel periodo di vacanza della sede.
È stato arcivescovo titolare di Amorio dal novembre 1960 fino alla morte, sopraggiunta nel luglio 1961.

## Genealogia episcopale
La genealogia episcopale è:
- Cardinale Scipione Rebiba
- Cardinale Giulio Antonio Santori
- Cardinale Girolamo Bernerio, O.P.
- Arcivescovo Galeazzo Sanvitale
- Cardinale Ludovico Ludovisi
- Cardinale Luigi Caetani
- Cardinale Ulderico Carpegna
- Cardinale Paluzzo Paluzzi Altieri degli Albertoni
- Papa Benedetto XIII
- Papa Benedetto XIV
- Papa Clemente XIII
- Cardinale Marcantonio Colonna
- Cardinale Giacinto Sigismondo Gerdil, B.
- Cardinale Giulio Maria della Somaglia
- Cardinale Luigi Lambruschini, B.
- Cardinale Girolamo d'Andrea
- Vescovo Giovanni Battista Guttadauro di Reburdone
- Cardinale Giuseppe Francica-Nava de Bondifè
- Arcivescovo Giovanni Jacono
- Arcivescovo Pietro Capizzi